# Die Letzten ihrer Art (Maja Lunde)
Die Letzten ihrer Art (norwegisch Przewalskis hest) ist ein Roman der norwegischen Schriftstellerin Maja Lunde aus dem Jahr 2019, der im Jahr 2019 in deutscher Sprache bei der Verlagsgruppe Random House erschien. Er ist der dritte Teil des Klimaquartetts der Autorin – zuvor erschienen sind Die Geschichte der Bienen und Die Geschichte des Wassers, danach Der Traum von einem Baum.

## Handlung
Die Autorin verbindet in ihrem Roman drei Geschichten, welche in unterschiedlichen Epochen und Orten spielen und alle mit der Erhaltung der letzten Wildpferde verbunden sind. Ein Handlungsstrang beginnt in der Vergangenheit – 1881 in Sankt Petersburg: Michail arbeitet im Zoo und will die in der Mongolei eben entdeckten Wildpferde fangen; dazu nimmt er Kontakt zu einem Wildtierfänger auf. Die zweite Geschichte spielt 1992 in der Mongolei und erzählt, wie die Biologin Karin versucht, Przewalskipferde auszuwildern. Der dritte Handlungsstrang springt in die Zukunft: Im Jahre 2064 kämpfen in Norwegen Eva und ihre Tochter Isa auf einem Bauernhof ums Überleben.

## Erzählstil
Die drei Ich-Erzählungen werden nicht nacheinander präsentiert, sondern die Handlungsfäden wechseln einander ab und werden entsprechend von drei verschiedenen, sich wiederholenden Kapitelüberschriften eingeleitet. Michails Geschichte wird in Form eines Projektberichts erzählt. Hinzu kommen  – nie abgeschickte – Briefe von Isa an einen Freund.

## Rezeption
Der Roman wurde im November 2019 in Deutschland veröffentlicht und konnte sich gleich nach seinem Erscheinen in den Top 10 der Bestsellerliste des Spiegel etablieren.
Thomas Steinfeld schreibt in der Süddeutschen Zeitung: „Es wird von der Vergangenheit, der Gegenwart und der vermeintlichen Zukunft eines paradigmatisch aufgefassten Stücks Natur berichtet, und das Ende ist jeweils absehbar: Es besteht in einem Weltgericht, wie es sich vollständiger kein protestantischer Eiferer ausdenken könnte.“
Lea Thies schreibt in der Augsburger Allgemeinen: Es „... ist kein fröhliches Buch, aber es kann auch Hoffnung machen, weil es aufzeigt: Der Mensch zerstört nicht nur, er kann auch retten und bewahren. Sogar ein Einzelner.“

## Ausgaben
- Maja Lunde: Die Letzten ihrer Art. Gebunden, übersetzt aus dem Norwegischen von Ursel Allenstein, btb, München 2019, ISBN 978-3-442-75790-9
- Maja Lunde: Die Letzten ihrer Art. Broschur, übersetzt aus dem Norwegischen von Ursel Allenstein, btb, München 2019, ISBN 978-3-442-77040-3